# Mr. Spaceman
Mr. Spaceman è un brano musicale composto da Jim McGuinn, pubblicato nel settembre del 1966 come terzo singolo estratto dall'album Fifth Dimension del gruppo folk rock statunitense The Byrds. Il 45 giri (lato B What's Happening?!?!) raggiunse la posizione numero 36 nella classifica statunitense Billboard Hot 100, ma non entrò in classifica nel Regno Unito. Al momento della pubblicazione su singolo, la stampa musicale coniò il termine "space-rock" per descrivere la canzone, anche se da allora, questo termine è stato usato per riferirsi a generi musicali degli anni settanta come il progressive o alla psichedelia della seconda metà dei sessanta.

## Il brano
Composta all'inizio del 1966 dal cantante e leader dei Byrds Jim McGuinn (alias Roger McGuinn), la canzone, insieme a 5D (Fifth Dimension), è uno dei due brani a tema science fiction inclusi in Fifth Dimension. Inizialmente concepita come una "sceneggiatura melodrammatica", la traccia si evolse presto in 
una meditazione stravagante sull'esistenza della vita extraterrestre. Musicalmente, Mr. Spaceman possiede un'atmosfera country, condita da un tocco di psichedelia, e può essere chiaramente vista come anticipatrice della successiva esplorazione della musica country da parte della band in Sweetheart of the Rodeo. In quanto tale, la canzone è stata citata dalla critica come uno dei primi esempi di country rock. Infine, il titolo ricorda anche quello del precedente singolo di debutto e successo mondiale dei Byrds, Mr. Tambourine Man.
L'uscita del singolo fu accompagnata da un falso comunicato stampa da parte del co-manager dei Byrds, Eddie Tickner, dove si dichiarava che era stata stipulata una polizza di assicurazione da un $1,000,000 con i Lloyd's of London nel caso i membri del gruppo fossero stati rapiti dagli alieni. Nonostante il comunicato di Tickner fosse un'ovvia trovata pubblicitaria e la natura del testo della canzone è volutamente ironica, sia McGuinn sia David Crosby erano veramente fiduciosi di poter comunicare con forme di vita aliene attraverso le trasmissioni radiofoniche.

## Tracce
1. Mr. Spaceman (McGuinn) - 2:09
2. What's Happening?!?! (Crosby) - 2:35

## Cover
Mr. Spaceman è stata reinterpretata da numerosi artisti, inclusi Flying Burrito Brothers, Velvet Crush, Limbeck e Miracle Legion nel tribute album Time Between - A Tribute to The Byrds, Nel 1994 Jimmy Buffett, Gonzo e Rizzo il ratto eseguirono Mr. Spaceman nell'album Kermit Unpigged dei The Muppets. Nel 1998 la canzone è stata reinterpretata da Alvin and the Chipmunks nell'album The A-Files: Alien Songs.

## Riferimenti nella cultura popolare
Il 2 settembre 1984 Mr. Spaceman fu trasmessa come "sveglia" per gli astronauti a bordo dello Space Shuttle della NASA durante la missione STS-41-D (la prima dello Shuttle Discovery).